# Utricularia alpina
Espèce
Classification phylogénétique
Synonymes
- Orchyllium alpinum (Jacq.) Barnhart
- U. grandiflora Pers.
- U. montana Jacq.
- U. montana Poir.

Utricularia alpina Jacq., L'utriculaire alpine, est une espèce de plantes à fleurs de la famille des Lentibulariaceae. C'est une plante carnivore terrestre ou épiphyte trouvée en Amérique.

## Caractéristiques
Comme toutes les espèces du genre Utricularia, elle produit deux types de feuilles :
- des feuilles aériennes, chlorophylliennes, assurant la photosynthèse;
- des feuilles submergées, démunies de pigments et en forme d'outre, dont la taille est de l'ordre du millimètre ; elles permettent la capture des proies par aspiration. Le piège est fermé par une sorte de clapet. L'ouverture est déclenchée par le toucher des poils sensitifs situés autour de ce clapet. Ce type de piège est dit actif.

La plante se multiplie par stolons pouvant atteindre 20 cm de longueur. Les feuilles aériennes sont coriaces, de forme elliptique ou obovée et elles mesurent de 5 à 10 cm.
La hampe florale, érigée ou étalée, s'étire à 40 cm de hauteur. On compte d'une à quatre fleurs, mesurant entre 4 et 6 cm, disposées en racème lâche. La floraison est blanche ou rose pâle, avec une tache jaune à la base du pétale inférieur.

## Taxonomie et classification

### Synonymes
- Orchyllium alpinum (Jacq.) Barnhart in Mem. New York Bot. Gard. 6: 53 (1916)
- Utricularia grandiflora Pers. in Syn. Pl. 1: 18 (1805), nom. superfl.
- Utricularia montana Poir. in J.B.A.M.de Lamarck, Encycl. 8: 268 (1808), nom. illeg.
- Utricularia montana Jacq. in Select. Stirp. Amer. Hist.: 7 (1763)[2]

## Écologie
La plante est originaire des Antilles et du nord de l'Amérique du Sud où on la trouve au Brésil, Colombie, Guyana et Venezuela.
Dans les Antilles, on  peut la trouver sur la Dominique, Grenade, Guadeloupe, Jamaïque, Martinique, Montserrat, Saba, l'île Saint-Christophe, Sainte-Lucie,  Saint-Vincent et Trinité.

## Galerie

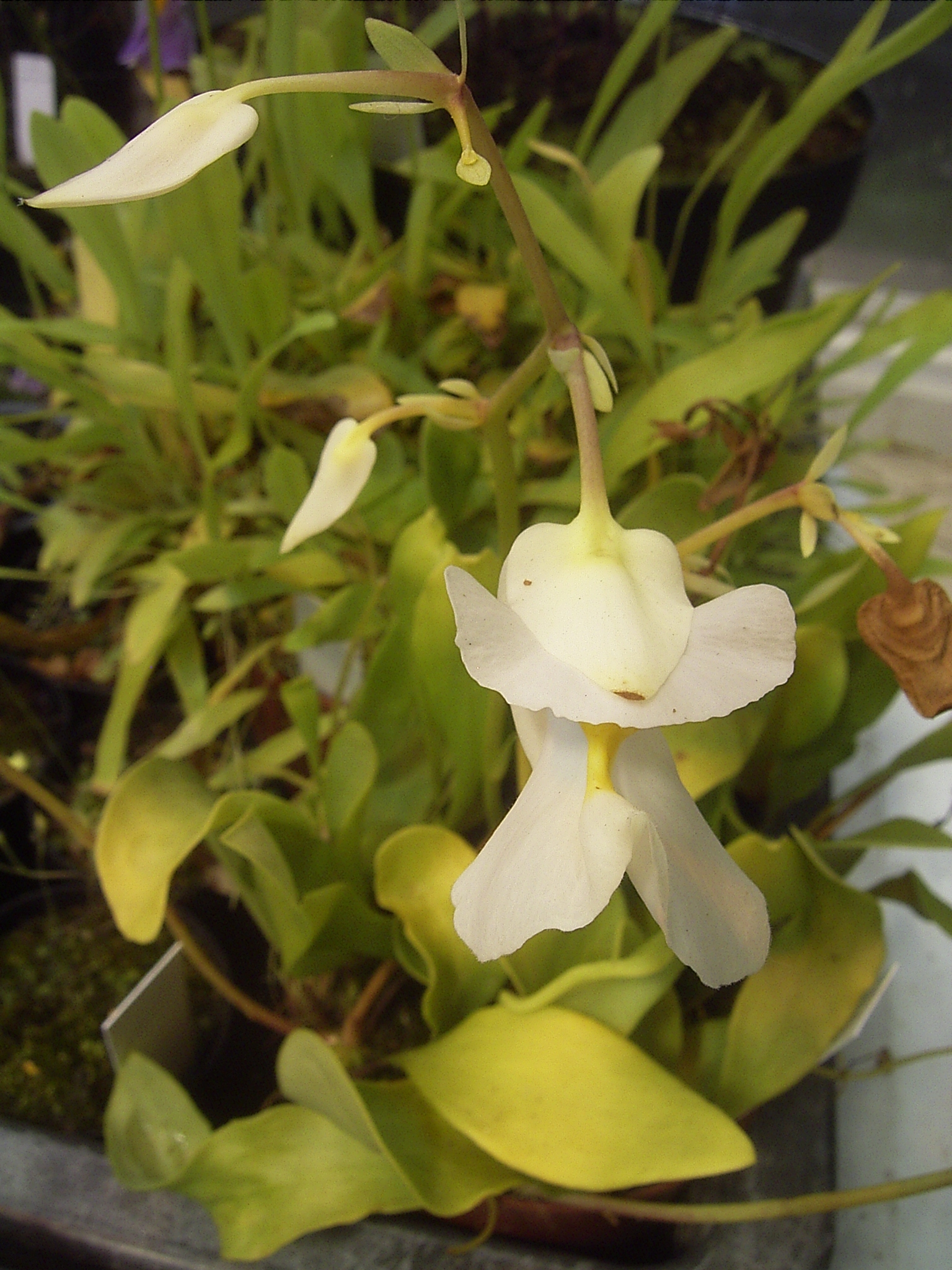
Plantes.
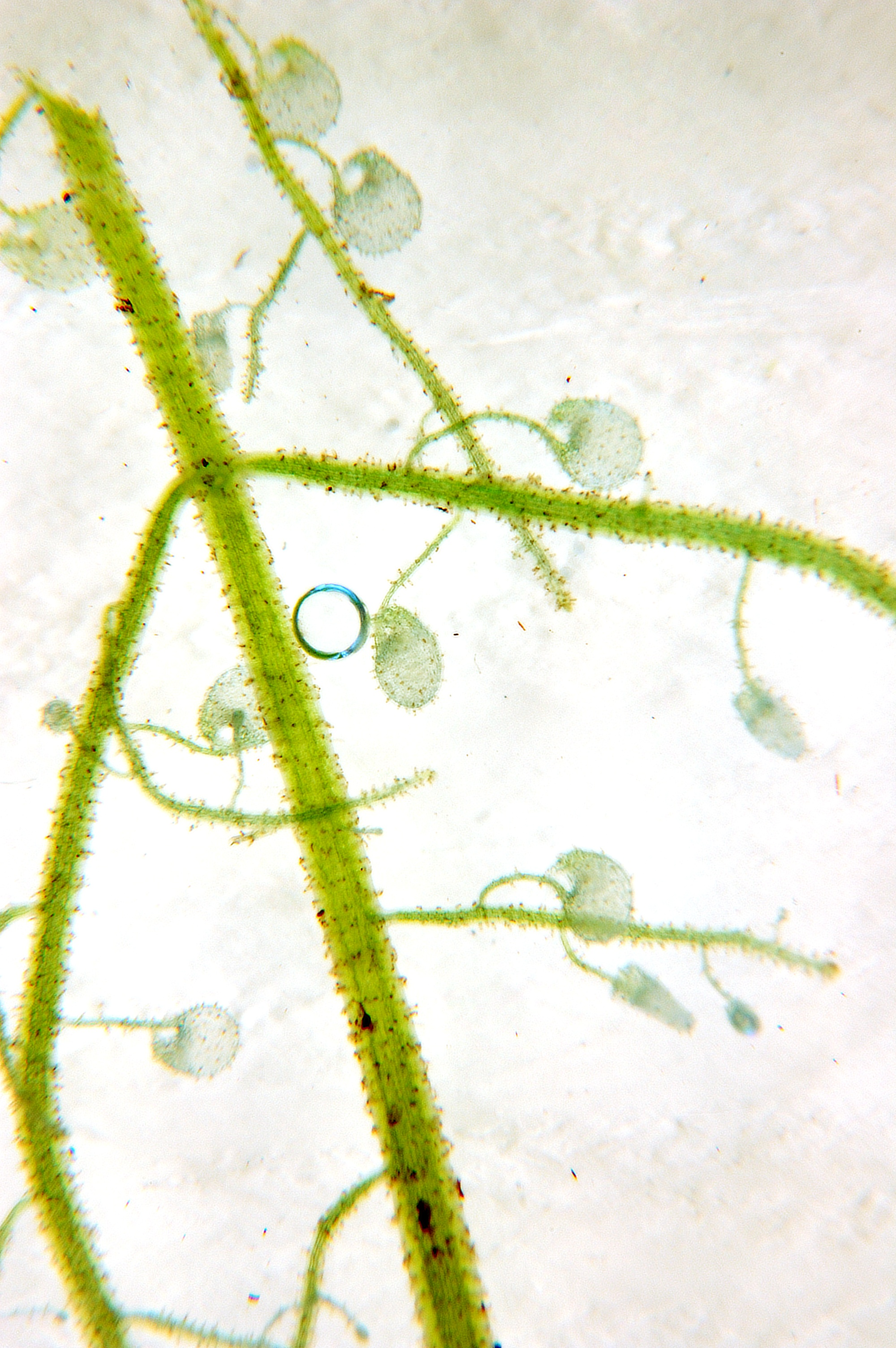
Feuilles submergées.